# 《晨光》半月刊社旧址
《晨光》半月刊社旧址位于中国山西省运城市盐湖区南城街道解放南路中段。
1983年1月，《晨光》半月刊社旧址公布为盐湖区文物保护单位，近现代重要史迹及代表性建筑类，年代为1930年。